# Svitlana Jaromková
Svitlana Jaromková (ukrajinsky Світлана Миколаївна Ярьомка) nebo (rusky Светлана Ярёмка), (* 9. dubna 1989 v Jahotyni, Sovětský svaz) je ukrajinská zápasnice — judistka, sambistka a sumistka.

## Sportovní kariéra
Vyrůstala ve složitých rodinných podmínkách. Otce nepoznala, matka jí umřela v 11 letech a žila u příbuzných. Ve 12 se začala věnovat judu/sambu v Jahotyni a později pokračovala v Bojarce. Žije ve Vyšneve, kde se připravuje pod vedením Viktora Mužčyny. Jako většina ukrajinských zápasnic i ona úspěšně kombinuje několik zápasnickým stylů současně. V letech 2012 až 2014 se soustředila na zápasy v sambo, kde v roce 2013 získala titul mistryně světa. Od roku 2014 startuje pravidelně na judistických soutěžích. V roce 2016 se kvalifikovala na olympijské hry v Riu jako adeptka na jednu z medailí. Nezvládla však zápas úvodního kola proti Nizozemce Tessie Savelkoulsové, která měla dostatek času se na její judo připravit. Nejprve s problémy ustála Savelkoulsové seoi-nage za yuko a za další minutu jí podlehla nasazenou submisí škrcením.

### Vítězství v judu
- 2014 - 2x světový pohár (Tallinn, Taškent)
- 2015 - 2x světový pohár (Sofia, Baku)

## Výsledky

### Judo
| Olympijské hry     | —   |   |     |    | —  |    |     |    | — |   |     |     | úč. |    |  |  |  |  |  |  |  |  |  |  |  |  |  |  |
| Mistrovství světa  | —   | — |     | —  |    | —  | —   | —  |   | — | úč. | úč. |     |    |  |  |  |  |  |  |  |  |  |  |  |  |  |  |
| Evropské hry       |     |   |     |    |    |    |     |    |   |   |     | 3.  |     |    |  |  |  |  |  |  |  |  |  |  |  |  |  |  |
| Mistrovství Evropy | —   | — | —   | —  | —  | —  | úč. | —  | — | — | —   | 3.  | 2.  | 2. |  |  |  |  |  |  |  |  |  |  |  |  |  |  |
| ME do 23 let       | —   | — | —   | —  | —  | 5. | 2.  | 5. |   |   |     |     |     |    |  |  |  |  |  |  |  |  |  |  |  |  |  |  |
| MS juniorů         | —   |   | —   |    | 3. |    |     |    |   |   |     |     |     |    |  |  |  |  |  |  |  |  |  |  |  |  |  |  |
| ME juniorů         | —   | — | úč. | 2. | 5. |    |     |    |   |   |     |     |     |    |  |  |  |  |  |  |  |  |  |  |  |  |  |  |
| ME dorostenců      | úč. | — |     |    |    |    |     |    |   |   |     |     |     |    |  |  |  |  |  |  |  |  |  |  |  |  |  |  |